# Geranylpyrofosfat
Geranylpyrofosfat (GPP), även geranyldifosfat (GDP), är ett mellanled i mevalonatvägen vid biosyntes av farnesylpyrofosfat, geranylgeranylpyrofosfat, kolesterol, terpener och terpenoider (=isoprenoider).

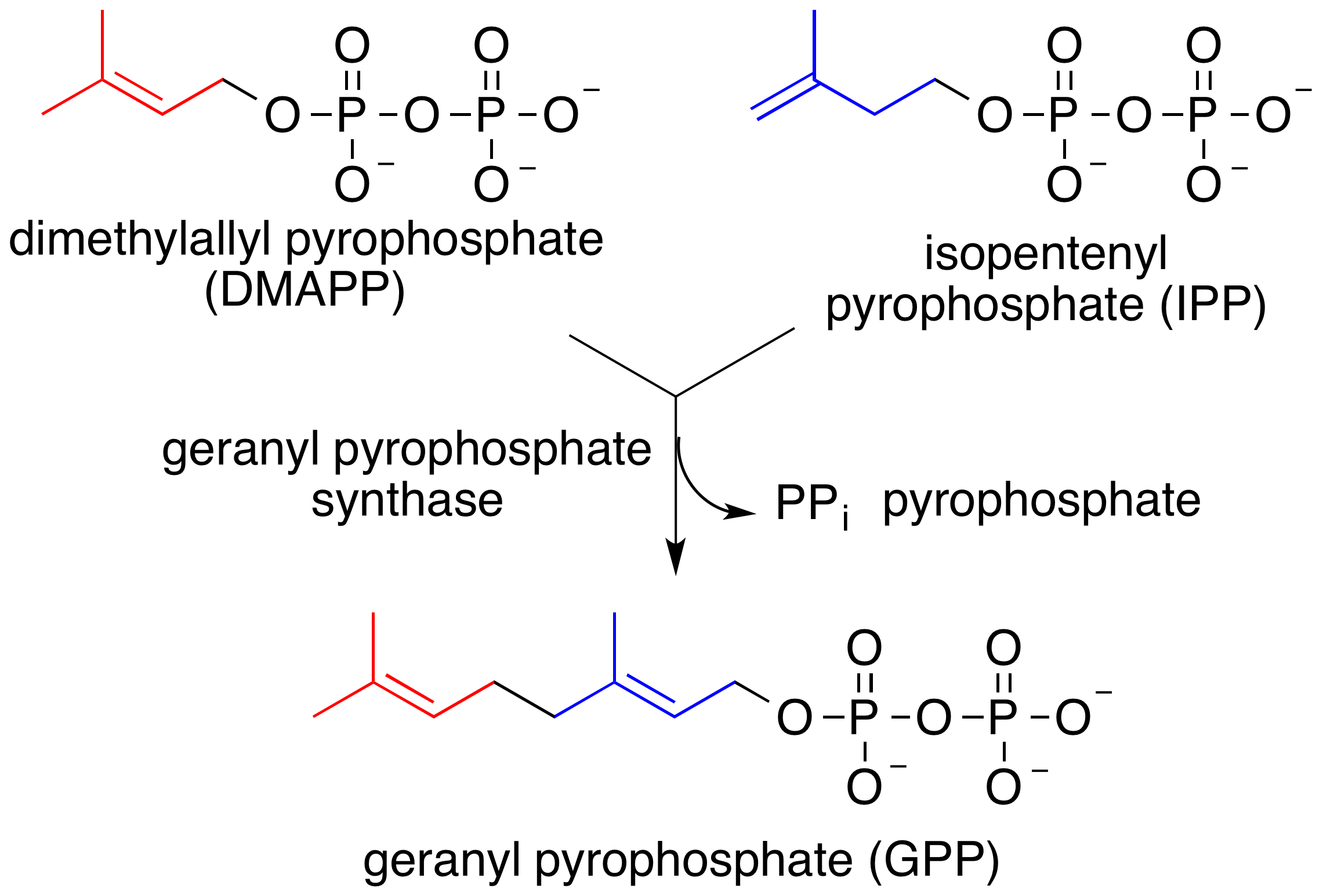
Isopentenylpyrofosfat (IPP) och dimetylallylpyrofosfat (DMAPP) kondenseras av geranylpyrofosfatsyntas vilket ger geranylpyrofosfat (GPP) och pyrofosfat. Kolskeletten i DMAPP och IPP är färgade för att visa deras lägen i GPP.

## Besläktade föreningar
- Geraniol
- Farnesylpyrofosfat
- Geranylgeranylpyrofosfat
- Limonen